# بلدة ووترفورد (ميشيغان)
ووترفورد (بالإنجليزية: Waterford Township, Michigan)‏ هي بلدة تقع بولاية ميشيغان في الولايات المتحدة. تبلغ مساحتها 91.4 (كم²)، وترتفع عن سطح البحر 289 م، بلغ عدد سكانها 72166 نسمة في عام 2012 حسب إحصاء مكتب تعداد الولايات المتحدة .

## أعلام
- أندي ثورن
- ماري بارا
- إل. هارفي لودج
- بريت ريد
- مايك يورك

## وصلات خارجية
- Charter Township of Waterford Michigan
- The US50 - Cities and Towns in Michigan State
- Michigan Cities and Towns, Facts, Map, Flag, Colleges, Government, and More